# Emilia Pardo Bazán
Emilia Pardo Bazán (La Coruña 16 september 1851 – Madrid 12 mei 1921) was een Spaanse gravin en aristocrate die bekendheid verwierf als romanschrijfster, journaliste, essayiste, literair critica, dichteres, toneelschrijfster, vertaalster, redactrice en hoogleraar. Ze was een van de invloedrijkste figuren die de literaire school van het naturalisme in Spanje vertegenwoordigden. Ze was tevens een pionier op het gebied van vrouwenrechten en feminisme. Ze pleitte voor onderwijs voor meisjes en vrouwen en wijdde een groot deel van haar publieke leven aan het verdedigen van haar ideeën hierover. Een van haar bekendste literaire werken is de roman Los Pazos de Ulloa (Het landgoed Ulloa) uit 1886.

## Jeugd en scholing

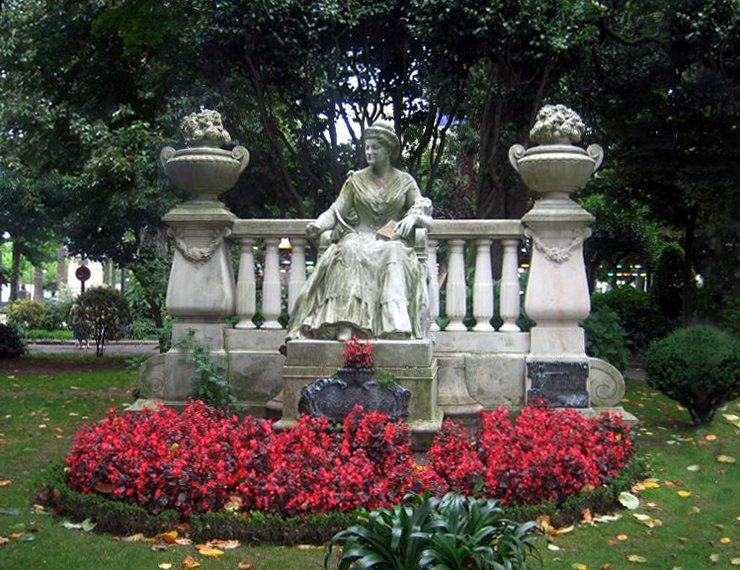
Monument ter ere van Emilia Pardo Bazán in La Coruña

Emilia Pardo Bazán kwam uit een adellijke familie in Galicië (Spanje). Ze was de dochter van Amalia María de la Rúa-Figueroa y Somoza en José María Pardo-Bazán y Mosquera, de ‘pauselijk graaf van Pardo-Bazán’. Deze titel werd in 1908 aan Emilia doorgegeven door koning Alfons XIII van Spanje. Haar vader was voorstander van gelijke rechten voor vrouwen en zorgde dat Emilia het best mogelijke onderwijs kreeg. Al op negenjarige leeftijd was ze erg geïnteresseerd in lezen en schrijven. In de familiebibliotheek had Emilia toegang tot een brede boekencollectie en haar favoriete werken hieruit waren Don Quichot, de Bijbel en de Ilias. Verder las ze titels als De verovering van Mexico van Antonio de Solis en Parallelle Levens van Plutarchus. Boeken over de Franse Revolutie boeiden haar ook mateloos. Als de familie ’s winters in Madrid verbleef, ging Emilia naar een Franse school, waar ze werken van La Fontaine en Jean Racine leerde kennen. Dit zou in haar latere leven van pas komen; ze reisde namelijk regelmatig naar Frankrijk en begaf zich in Europese literaire kringen, waar ze auteurs als Victor Hugo leerde kennen. Vanaf haar twaalfde woonde Emilia ’s winters met haar familie in La Coruña, waar ze privéonderwijs kreeg. Ze volgde vakken als muziek en huishoudkunde, iets wat uitzonderlijk was in een tijd waarin de meeste meisjes geen of beperkt toegang hadden tot onderwijs. Emilia’s curriculum bestond voornamelijk uit alfavakken en ze leerde vloeiend Frans, Engels en Duits. Als vrouw werd ze niet toegelaten tot een universiteit, maar ze volgde wetenschappelijke ontwikkelingen aan de hand van boeken en via vrienden van haar vader.

## Privéleven en begin van schrijverschap
Emilia Pardo Bazán trouwde op 16-jarige leeftijd met de 19-jarige rechtenstudent José Quiroga y Pérez Deza. Het huwelijk werd in 1868 voltrokken in Meirás, waarna het koppel een reis door Spanje maakte. Ze bleven daarna nog een aantal jaar bij Pardo Bazáns ouders wonen en maakten samen reizen door Europa. In 1869, na de Glorious Revolution (in het Nederlands ook bekend als de Roemrijke omwenteling), werd Pardo Bazáns vader verkozen tot volksvertegenwoordiger en verhuisde de familie naar Madrid. Het jaar erna reisden ze met zijn vieren een aantal maanden door Frankrijk en Italië. De verhalen die Pardo Bazán over deze reis schreef, publiceerde ze in de krant El Imparcial. Drie decennia later zouden de reisverhalen gebundeld worden in Por la Europa católica (1901). In de verhalen beargumenteerde Pardo Bazán het nut van reizen voor de persoonlijke ontwikkeling en betoogde ze dat Spanje moest europeaniseren.
Pardo Bazán zette zichzelf in 1876 als schrijfster op de kaart met het essay Estudio crítico de las obras del padre Feijoo (Kritische studie van de werken van vader Feijoo). Benito Jerónimo Feijoo was een intellectueel uit Galicië uit de 18de eeuw voor wie Pardo Bazán veel bewondering had, wat mogelijk samenhing met het gegeven dat hij een feminist avant la lettre was. Pardo Bazán kreeg een prijs voor haar essay en won daarmee van Concepción Arenal, een andere bekende Spaanse schrijfster uit die tijd. In hetzelfde jaar bracht ze haar eerste dichtbundel uit, Jaime, genoemd naar en opgedragen aan haar toen pasgeboren eerste kind.
Pardo Bazán’s eerste roman, getiteld Pascual López, autobiografía de un estudiante de medicina (Pascual López, autobiografie van een geneeskundestudent), kwam uit in 1879. Qua literaire stroming behoort het zowel tot de romantiek als het realisme. In 1881 bracht ze Un viaje de novios (Een huwelijksreis) uit, qua stijl een mengeling van realisme en tendensliteratuur. Het verhaal gaat over een ondoordacht verstandshuwelijk tussen een jonge vrouw uit nouveau riche-kringen en een oudere man, en bevat rijke beschrijvingen van landschappen en personages die doen denken aan Balzac en Daudet. Hierin was reeds het begin te zien van Pardo Bazáns latere interesse in het naturalisme.
Tussen 1879 en 1881 kregen Pardo Bazán en Quiroja nog twee kinderen, Blanca (1879) en Carmen (1881). Daarna ging het achteruit met de relatie. Emilia Pardo Bazán onderhield briefcontact met schrijver Benito Pérez Galdós. Het begin van hun correspondentie wordt gedateerd in 1881. In eerste instantie gingen hun brieven over literatuur, maar na verloop van tijd ontstond er een langdurige uitwisseling van liefdesbrieven, met name nadat Pardo Bazán en haar echtgenoot in 1883 van elkaar waren gescheiden. Pardo Bazán had toen net La cuestión palpitante (De brandende kwestie) uitgebracht. Galdós beleefde in deze periode het hoogtepunt van zijn succes met La desheredada (De onterfde).

## La cuestión palpitante
Vanaf 1882 publiceerde Emilia Pardo Bazán in tijdschrift La Época een reeks artikelen over Émile Zola, de experimentele roman, het realisme en het naturalisme, die later werden gebundeld in La cuestión palpitante (1883). Volgens sommige kenners is het Pardo Bazán’s verdienste dat het naturalisme en de stellingen van Zola hierdoor bekendheid kregen in Spanje, en dat het naturalisme in Spanje een impuls kreeg. In La cuestión palpitante klinkt Pardo Bazáns bewondering voor het Franse naturalisme door, maar bovenal verdedigt ze de Spaanse variant van het realisme en de werken van haar tijdgenoten Benito Pérez Galdós en José María de Pereda.
Hoewel de artikelen al eerder waren verschenen, leidde La cuestión palpitante tot veel ophef. Franse literatuur werd als atheïstisch en pornografisch bestempeld, en dat een respectabele, getrouwde vrouw als Pardo Bazán hier lovend over schreef was destijds behoorlijk omstreden. Critici vonden dat het werk niet rijmde met de religieuze moraal, en zelfs vrienden en bewonderaars van Pardo Bazán (onder wie Marcelino Menédez Pelayo) spraken zich tegen het werk uit. Het schandaal leidde tot piekende verkoopcijfers en maakte Pardo Bazán beroemd en berucht. Émile Zola las de bundel ook en was er erg positief over, al verbaasde het hem dat het door een vrouw geschreven was.

## La Tribunaen literaire ontwikkeling
In 1883 verscheen Pardo Bazáns La Tribuna, het werk dat gezien wordt als de eerste naturalistische roman door een Spaanse auteur. Het verhaal gaat over een vrouw uit de arbeidersklasse en beschrijft de werksfeer in een fabriek. Er vinden opstanden plaats die later zouden uitmonden in de vorming van de Eerste Republiek. De hoofdpersoon Amparo is een mooie, zelfverzekerde jonge vrouw die een leidende rol vervult in de opstanden. Pardo Bazán schrijft als eerste Spaanse auteur over de lagere volksklasse, eerder dan Benito Pérez Galdós en Vicente Blasco Ibáñez. In La Tribuna verwerkt ze het perspectief van vrouwen uit die tijd, die werd gekenmerkt door lange werkdagen in de fabriek in combinatie met de zorg voor kinderen en het huishouden.
Vanaf 1886 houdt Pardo Bazán zich minder bezig met Zola en het Franse naturalisme. Ze richt zich in deze periode meer op Tolstoj en Russische spirituele stromingen. Dit blijkt uit haar werk Apuntes autobiográficos (Autobiografische aantekeningen) uit 1886, evenals uit lezingen die ze in 1887 geeft over Russische literatuur. Volgens kenners ontwikkelde ze in deze tijd een meer alomvattende visie op de invloed van de experimentele roman op de Europese literatuur. Pardo Bazáns interesse in spiritualiteit en symboliek wordt vanaf 1890 (het jaar waarin haar vader stierf) steeds duidelijker zichtbaar in haar werk, onder andere in Una cristiana (1890), La piedra angular (1891) en Cuentos sacro-profanos (1899).
Pardo Bazán was een belangrijke stem in de literaire polemiek van haar tijd. Ze hield zich ook bezig met politieke journalistiek en was onvermoeibaar in haar strijd om de sociale en intellectuele emancipatie van vrouwen. Ze was een succesvol spreekster over deze onderwerpen en werd geregeld gevraagd om lezingen te geven. Haar succes leidde ook tot vijandigheid onder haar collega-schrijvers. Het feit dat ze een vrouw was, maakte het haar niet gemakkelijker. Zoals ze zelf zei: “als er op mijn visitekaartje ‘Emilio’ had gestaan in plaats van Emilia, zou mijn leven heel anders zijn geweest”.
In 1890 lanceerde Pardo Bazán een tijdschrift met beschouwingen over politiek en maatschappij, volledig door haarzelf geschreven en gefinancierd: Nuevo Teatro Crítico (Nieuw kritisch theater). Het tijdschrift geeft inkijk in het intellectuele leven van die tijd, met essays, literaire recensies, nieuwtjes over andere schrijvers en artikelen over politieke en maatschappelijke actualiteiten. Het tijdschrift sloeg aan, mede door Pardo Bazáns directe schrijfstijl en omdat ze het debat en controverses niet uit te weg ging. Toch werd het blad na drie jaar opgeheven – Pardo Bazán gaf haar lezers te kennen dat de onderneming haar geen voldoening meer bood en dat het haar veel geld had gekost.
In 2012 werd postuum Pardo Bazán’s eerste roman uitgebracht, die ze op dertienjarige leeftijd schreef: Aficiones peligrosas (Gevaarlijke hobby’s).

## Feminisme
Het goede onderwijs dat ze in haar jeugd kreeg, en de vele reizen die ze door Europa maakte, maakten dat Pardo Bazán sterk maatschappelijk betrokken was. Een doel waar ze expliciet voor streed, was het verbeteren van de positie van vrouwen in de samenleving. In haar boeken en publicaties schreef ze herhaaldelijk over het moderniseren van de Spaanse maatschappij, over het belang van onderwijs voor meisjes en over gelijkheid van kansen voor mannen en vrouwen.
Tijdens een conferentie voor pedagogen (1882) in Madrid gaf ze openlijk kritiek op het onderwijs voor vrouwen in de Spaanse maatschappij. Ze vond dat vrouwen werden ‘afgericht’ om passief en gehoorzaam te zijn, en zich te onderwerpen aan hun echtgenoten. Ze betoogde dat ook vrouwen het recht moesten hebben op vrije keuze voor opleiding en beroep.
Pardo Bazán wilde vrouwelijke leden in de Real Academia Española (de Koninklijke Spaanse Academie: RAE) en droeg haar collega-auteur Concepción Arenal voor als lid. De kandidatuur werd afgewezen, net als die van Gertrudis Gómez de Avellaneda. Pardo Bazán werd zelf drie keer afgewezen, in 1889, 1892 en in 1912. In 1906 werd ze wel de eerste vrouw die de leiding kreeg over de literatuurafdeling van het Ateneo de Madrid, een vooraanstaand cultureel centrum. Verder werd ze in 1916 de eerste vrouwelijke hoogleraar van Spanje, in de leerstoel van Neolatijnse literatuur aan de Universidad Central de Madrid. In 1910 werd Pardo Bazán door Alfons XIII van Spanje benoemd tot raadsvrouw op het gebied van openbaar onderwijs.